# Conus babaensis
Conus babaensis é uma espécie de gastrópode do gênero Conus, pertencente à família Conidae.